# فرودگاه فیراوکس
فرودگاه فیراوکس (به انگلیسی: Fairoaks Airport) یک فرودگاه خصوصی با کد یاتا FRK است که یک باند فرود آسفالت دارد و طول باند آن 813 متر است. این فرودگاه در کشور انگلستان قرار دارد و در ارتفاع 24 متری از سطح دریا واقع شده است.